# موتور پمپ آزادگان
موتور پمپ آزادگان یک منطقهٔ مسکونی در ایران است که در دهستان ارزوئیه واقع شده‌است. موتور پمپ آزادگان ۲۰ نفر جمعیت دارد.